# Liste der Bodendenkmäler in Maihingen
Auf dieser Seite sind die Bodendenkmäler in der schwäbischen Gemeinde Maihingen zusammengestellt. Diese Tabelle ist eine Teilliste der Liste der Bodendenkmäler in Bayern. Grundlage ist die Bayerische Denkmalliste, die auf Basis des Bayerischen Denkmalschutzgesetzes vom 1. Oktober 1973 erstmals erstellt wurde und seither durch das Bayerische Landesamt für Denkmalpflege geführt wird. Die folgenden Angaben ersetzen nicht die rechtsverbindliche Auskunft der Denkmalschutzbehörde.

## Bodendenkmäler in Maihingen
| Lage       | Objekt                                                                                                   | Akten-Nr.     | Bild |
| ---------- | --- | ------------- | ---- |
| (Standort) | Villa rustica der römischen Kaiserzeit und Körpergräber des Frühmittelalters.                            | D-7-7028-0059 |      |
| (Standort) | Siedlung der Linear- und Stichbandkeramik, der Rössener Kultur, der Bronze-, Urnenfelderzeit             | D-7-7028-0060 |      |
| (Standort) | Freilandstation des Mesolithikums, Siedlung vorgeschichtlicher Zeitstellung.                             | D-7-7028-0062 |      |
| (Standort) | Siedlung der Bandkeramik.                                                                                | D-7-7028-0063 |      |
| (Standort) | Siedlung vorgeschichtlicher Zeitstellung, Villa rustica der römischen Kaiserzeit.                        | D-7-7028-0073 |      |
| (Standort) | Siedlung des Neolithikums, der Hallstatt- und der Latènezeit, Ringwall vor- und frühgeschichtlicher Zeit | D-7-7028-0074 |      |
| (Standort) | Siedlung und Gräber der römischen Kaiserzeit.                                                            | D-7-7028-0076 |      |
| (Standort) | Straße der römischen Kaiserzeit.                                                                         | D-7-7028-0077 |      |
| (Standort) | Siedlung vorgeschichtlicher Zeitstellung.                                                                | D-7-7028-0088 |      |
| (Standort) | Siedlung vorgeschichtlicher Zeitstellung.                                                                | D-7-7028-0089 |      |
| (Standort) | Siedlung der Linearbandkeramik.                                                                          | D-7-7028-0090 |      |
| (Standort) | Siedlung der Urnenfelderzeit.                                                                            | D-7-7028-0105 |      |
| (Standort) | Siedlung vorgeschichtlicher Zeitstellung, Materialentnahmegruben der römischen Kaiserzeit                | D-7-7028-0147 |      |
| (Standort) | Spätmittelalterliche und frühneuzeitliche Befunde                                                        | D-7-7028-0184 |      |
| (Standort) | Grabhügel und Siedlung vor- und frühgeschichtlicher Zeitstellung.                                        | D-7-7029-0030 |      |
| (Standort) | Siedlung der römischen Kaiserzeit.                                                                       | D-7-7029-0031 |      |
| (Standort) | Mittelalterlicher Burgstall sowie Befunde der frühen Neuzeit                                             | D-7-7029-0236 |      |
| (Standort) | Siedlung vorgeschichtlicher Zeitstellung.                                                                | D-7-7029-0267 |      |
| (Standort) | Siedlung des Neolithikums.                                                                               | D-7-7029-0268 |      |
| (Standort) | Siedlung vorgeschichter Zeitstellung.                                                                    | D-7-7029-0270 |      |
| (Standort) | Siedlung vorgeschichtlicher Zeitstellung.                                                                | D-7-7029-0271 |      |
| (Standort) | Straße der römischen Kaiserzeit.                                                                         | D-7-7029-0412 |      |
| (Standort) | Mittelalterliche und frühneuzeitliche Befunde im Bereich der Kath. Pfarrkirche                           | D-7-7029-0475 |      |
| (Standort) | Siedlung des Neolithikums.                                                                               | D-7-7029-0491 |      |
| (Standort) | Siedlung vorgeschichtlicher Zeitstellung.                                                                | D-7-7029-0492 |      |
| (Standort) | Siedlung des Neolithikums.                                                                               | D-7-7029-0493 |      |
| (Standort) | Mittelalterliche und frühneuzeitliche Befunde im Bereich der Kath. Pfarrkirche St. Georg                 | D-7-7029-0494 |      |